# Konrad Łaszewski
Konrad Łaszewski (ur. 2 września 1909 w Warszawie, zm. 31 października 1962 w Łodzi) –  polski aktor i reżyser teatralny.

## Wczesne lata
Przed wstąpieniem na scenę pracował w garbarni w Kaliszu, a także był korespondentem "Expressu Poznańskiego".

## Kariera teatralna
Początkowo należał do zespołów: Teatru Ziemi Poznańskiej (1935) i Teatru im. Wojciecha Bogusławskiego w Kaliszu (1936). Po przerwie spowodowanej wybuchem II wojny światowej i ukończeniu studiów teatralnych pod kierunkiem Iwona Galla (1945) pracował kolejno: w Teatrze Wybrzeże w Gdańsku (1947-1950), w Teatrze im. Stefana Jaracza w Łodzi (1949-1960) oraz Teatrze Nowym w Łodzi (1960-1962). Jako reżyser pracował w Teatrze Ziemi Łódzkiej oraz Teatrze Nowym w Łodzi. Wystąpił m.in. w rolach Dziennikarza (Wesele), Gajewa (Wiśniowy sad) i Flawiusza (Juliusz Cezar). Reżyserował m.in. sztuki: Mąż i żona, Świecznik i Ladacznica z zasadami.